# Ficus faulkneriana
Ficus faulkneriana là một loài thực vật thuộc họ Moraceae. Loài này có ở Kenya và Tanzania. Chúng hiện đang bị đe dọa vì mất môi trường sống.